# Johannes I. von Schwanden
Johannes I. von Schwanden (OSB) (* 13. Jahrhundert; † 11. März 1327) war von 1299 bis 1327 der 21. Abt des Klosters Einsiedeln.

## Leben
Johannes I. gehörte dem Adelsgeschlecht von Schwanden an, welches bereits zwei Äbte für das Kloster Einsiedeln gestellt hatte. Die erste urkundliche Erwähnung als Abt lässt sich auf den 28. Februar 1299 datieren. Am 1. April 1299 wurde ihm von König Albrecht in Konstanz die Reichsfürstenwürde verliehen. 
Abt Johannes betätigte sich als umtriebiger Bauherr. Er führte eine Umfassungsmauer um das Kloster auf, errichtete ein neues Wohngebäude für den Konvent, erstellte den Vorhof der Kirche neu und versah den Eingang zur Kirche mit schönen Flügeltüren.
Johannes liess den Frauenbrunnen verschönern, mehrere Werkstätten erbauen, eine neue Küche einbauen und vieles weitere mehr.
Von grosser Wichtigkeit war der Wiederausbruch des Marchenstreites. Nach dem gewaltsamen Tode von König Albrecht am 1. Mai 1308 begannen die Schwyzer ihre Übergriffe auf das Stiftsgebiet. Nach Einsiedelns Protest verhängte Konstanz über die Schwyzer die Exkommunikation. Clemens V. forderte eine erneute Untersuchung, sodass die Exkommunikation am 20. Juli 1310 wieder aufgehoben wurde.
Heinrich VII. erkannte die Notwendigkeit, eingreifen zu müssen und forderte ein Schiedsgericht. Da keine Einigung erzielt werden konnte, entschied der Obmann, dass die Schwyzer die geraubten Güter zurückgeben und Schadensersatz leisten müssten. Die Schwyzer folgten diesem Urteil nicht und liessen sich auch nach kirchlicher Rechtsprechung nicht auf Zahlungen ein. Die Situation eskalierte so weit, dass die Schwyzer 400 Pfund Pfennige für die Tötung oder Verstümmelung des Einsiedler Abtes versprachen.
Die Schwyzer nutzen die politischen Unruhen nach dem Tod Kaiser Heinrichs VII. für einen Überfall in der Dreikönigsnacht 1314. Das Kloster wurde geplündert, Vieh und Habe geraubt und fünf Mönche nach Schwyz in die Gefangenschaft geführt. Abt Johannes konnte sich rechtzeitig in Sicherheit bringen.
Durch die Plünderungen und zerstörten Güter verfiel das Kloster immer weiter in Schulden, sodass der Abt gezwungen war, einige Besitzungen zu veräussern.